# Guy Portelli

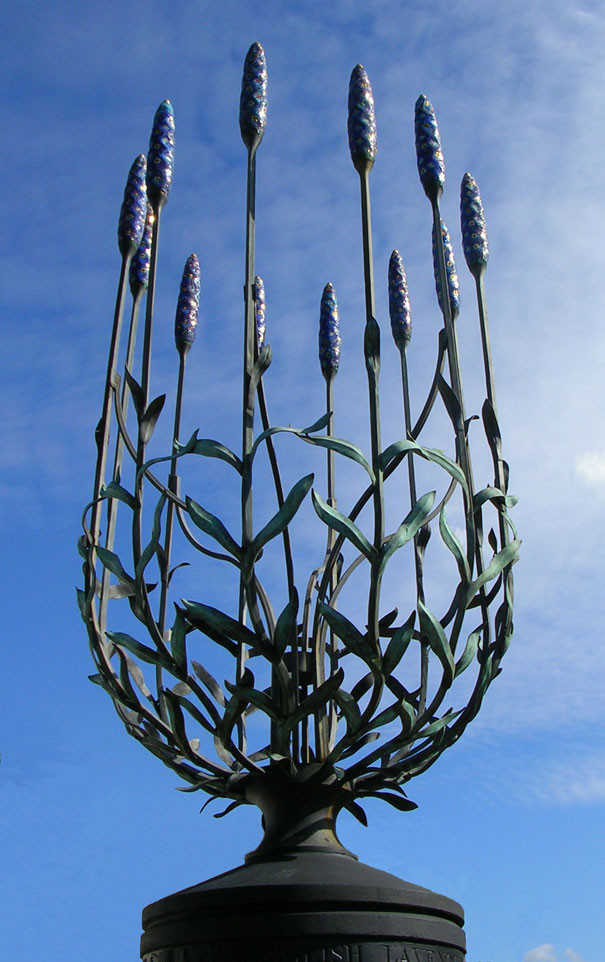
English Lavender

Guy Portelli, född 13 juni 1957 i Sydafrika, är en brittisk konstnär. Han skapar huvudsakligen skulpturer i brons och mosaik.
Guy Portelli växte upp i Sydafrika i en familj som utvandrat från Storbritannien. Fadern var filmare och musiker och hans mor konstnär. Familjen återvände till Storbritannien från när Guy Portelli var tolv år. Han utbildade sig i inredningsdesign på Medway College of Art i Rochester (numera Kent Institute of Art & Design) och på Chelsea Art College i London.
Portelli är bosatt i Tonbridge i Kent i Storbritannien

## Offentliga verk i urval
- English Lavender, 1999, Wallington, Surrey, Storbritannien